# Jorge Silva Leite
Jorge do Carmo da Silva Leite (m. 24 de Agosto de 2019) foi um deputado e professor português.

## Biografia

### Carreira política e profissional
Foi deputado do Partido Comunista Português, eleito pelo Circulo de Coimbra. Durante a sua carreira como deputado, chefiou a Comissão Parlamentar de Direitos, Liberdades e Garantias. Foi uma referência no direito do trabalho, tendo escrito vários livros e sido responsável por legislação naquela área, no período após a Revolução de 25 de Abril de 1974, destacando-se as suas intervenções dos temas do trabalho infantil e das 40 horas semanais. Durante o período da Troika, foi um dos principais críticos à desvalorização económica e pessoal dos trabalhadores. Apesar da sua integração no Partido Comunista e posteriormente no Bloco de Esquerda, sempre apresentou uma posição bastante independente, tanto a nível jurídico como técnico. No Bloco de Esquerda, apoiou o partido em várias eleições, incluindo a presidencial de 2016, onde concorreu Marisa Matias.
Em 2015, foi responsável pela abertura da sessão pública sobre o programa eleitoral do Bloco de Esquerda, no âmbito das eleições legislativas. Entre 2016 e 2018 fez parte de um grupo de trabalho para a criação de Plano Nacional de Combate à Precariedade, que reuniu vários representantes do Bloco de Esquerda e do Partido Socialista, e investigadores independentes.
Também fez parte do Observatório das Crises e das Alternativas e da comissão coordenadora do Congresso Democrático das Alternativas, e colaborou com a Confederação Geral dos Trabalhadores Portugueses.
Quando faleceu, era professor jubilado de direito da Universidade de Coimbra.

### Falecimento e homenagens
Morreu em 24 de Agosto de 2019, vítima de doença, aos 80 anos de idade. A homenagem a Jorge Leite foi feita no dia seguinte, na Igreja de São José, em Coimbra, tendo o corpo sido depois cremado em Taveiro.
Na altura do seu falecimento, o Bloco de Esquerda emitiu uma nota de pesar onde destacou a sua obra a favor dos direitos dos trabalhadores. O primeiro-ministro, António Costa, também recordou os seus esforços pelo Direito do Trabalho, e considerou-o como um notável docente e jurista.